# Imperium kolonialne

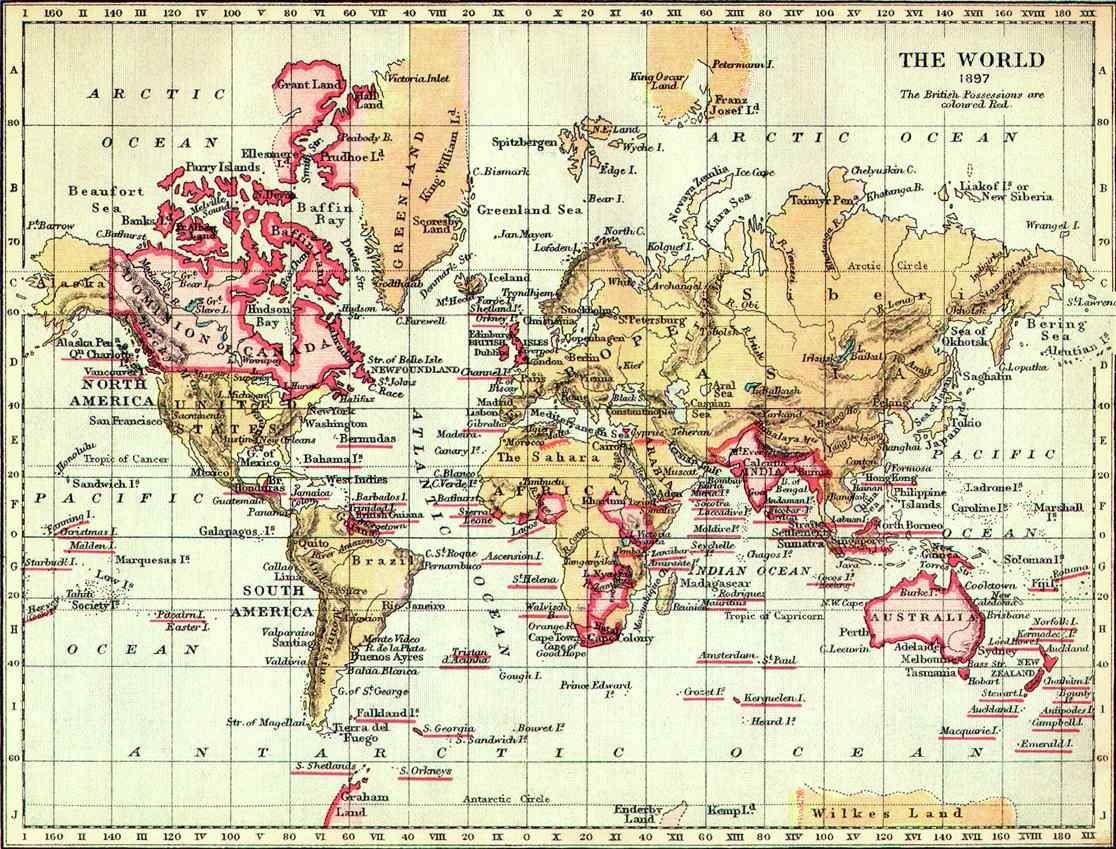
Mapa brytyjskiego imperium kolonialnego z 1897 r.

Imperium kolonialne – imperium, które składa się z państwa macierzystego (tzw. metropolii) oraz kolonii, położonych zazwyczaj w różnych częściach świata.

## Imperia kolonialne
Epoka mocarstw kolonialnych rozpoczęła się wraz z wielkimi odkryciami geograficznymi z XV-XVI wieku. i chęcią zdobycia jak największej ilości nowych ziem. Pierwszymi mocarstwami kolonialnymi były Hiszpania i Portugalia. Następnie do grona mocarstw kolonialnych dołączyły: Holandia, Anglia, Francja i Rosja. W wyniku licznych wojen między mocarstwami kolonialnymi w XVII-XIX wieku (w Europie i na terenie kolonii) układ sił się zmienił: Hiszpania i Portugalia przestały się liczyć jako mocarstwa kolonialne, a ich miejsce zajęły Wielka Brytania oraz Francja. Niektóre państwa próbowały dołączyć do grona mocarstw kolonialnych dopiero w XIX i na początku XX w. (np. Niemcy, Włochy, USA czy Japonia).
Spór o kolonie wielokrotnie prowadził do wojen, z których największe znaczenie miały:
- wojna siedmioletnia
- wojna rosyjsko-japońska
- I wojna światowa

Największe posiadłości kolonialne miała w XIX wieku Wielka Brytania. Pod koniec stulecia do Korony Brytyjskiej należała jedna czwarta kuli ziemskiej, m.in. Indie, Australia, Kanada, Egipt i Afryka Południowa. Potężne imperia miały również Francja i Rosja. Po pojawieniu się w XIX wieku dwóch nowych państw aspirujących do miana mocarstw, Niemiec i Włoch, również one zapragnęły mieć posiadłości zamorskie. Ponieważ jednak większa część terenów dostępnych do skolonizowania była już pod kontrolą innych państw, doprowadziło to do agresywnej polityki tych dwóch nowych graczy na arenie międzynarodowej, a co za tym idzie, do wielu konfliktów (np. incydenty w Maroku) oraz stało się elementem ruchów politycznych (np. faszyzmu włoskiego). Kolonie posiadały również państwa mniejsze – Holandia (nienaruszony stan posiadania w Indiach Wschodnich od czasu świetności Zjednoczonych Prowincji), Belgia (Kongo początkowo jako prywatna własność Leopolda II). Najstarsze imperia kolonialne natomiast – hiszpańskie i portugalskie – w XIX w. pogrążyły się w kryzysie. Brazylia i hiszpańskie kolonie w Ameryce Południowej i Środkowej ogłosiły niepodległość w pierwszej połowie XIX w. Osłabione wojnami napoleońskimi metropolie nie były w stanie przeciwstawić się temu procesowi. Pod koniec stulecia Hiszpania w wyniku wojny ze Stanami Zjednoczonymi utraciła wyspy: Kubę i Portoryko na Morzu Karaibskim oraz Filipiny.
Rozpad mocarstw kolonialnych nabrał tempa po II wojnie światowej i trwał ok. 20-30 lat (dekolonizacja).

## Ustrój kolonii
Systemy sprawowania przez metropolię władzy nad koloniami były zróżnicowane. Kraje zamieszkane w przeważającej większości przez emigrantów z Europy (Kanada, Australia, Nowa Zelandia) miały autonomię i stopniowo uniezależniały się od metropolii. Niekiedy głową państwa pozostawał nadal miejscowy władca, który dysponował własną armią. Istotne decyzje podejmowali jednak europejscy doradcy. Taką formę dominacji nazywano protektoratem. Często jednak władzę w koloniach sprawowali bezpośrednio przysłani z metropolii gubernatorzy i podlegli im urzędnicy.

## Skutki polityki kolonialnej
Bywało, że rządy kolonialne przyczyniały się do wzrostu poziomu cywilizacyjnego podbitych krajów. Administracja kolonialna zakazywała starodawnych, barbarzyńskich obyczajów i prowadzenia krwawych wojen plemiennych. Budowano linie kolejowe. Pojawiały się szkoły. Głównym celem metropolii było jednak uzyskanie jak największych korzyści z kolonii. Ludność tubylcza płaciła podatki, które przeznaczano w większości na potrzeby metropolii. Importowane masowo wyroby przemysłu europejskiego rujnowały miejscowe rzemiosło. Kolonizatorzy wywozili natomiast cenne surowce po narzuconych, korzystnych dla siebie cenach. Przybyli z Europy osadnicy zajmowali na ogół tereny najbardziej urodzajne. Sytuację ludności kolonii pogarszały nieuczciwość urzędników kolonialnych oraz skłonność do przekupstwa i nadużyć. Możliwości odwoływania się do bezprawnych decyzji administracji kolonialnej były często znikome. Próby buntu tłumiono bezwzględnie.
Bilans polityki kolonialnej nie zawsze był jednak korzystny dla metropolii. Zyski z kolonii czerpały przede wszystkim niektóre grupy przedsiębiorców, urzędnicy i wojsko. Koszty polityki kolonialnej były wysokie. Wzrosły zwłaszcza pod koniec XIX w., kiedy w koloniach nasiliły się ruchy wyzwoleńcze, a pomiędzy państwami europejskimi doszło do rywalizacji. Sytuacja ta wymagała utrzymywania w koloniach silnej armii i rozbudowy administracji. W rezultacie do wielu kolonii trzeba było dopłacać.
Masowe importowanie taniej żywności z kolonii doprowadziło do spadku cen żywności w Europie i spowodowało nieopłacalność uprawy ziemi w wielu regionach. Podobnie było z produkcją rzemieślniczą i przemysłową Europejczyków – przedsiębiorcy szybko doszli do wniosku, że bardziej niż eksport do kolonii opłaca się produkcja na miejscu, gdzie koszty były znacznie niższe. W rezultacie tanie wyroby, wytwarzane w koloniach, wkrótce zaczęły stanowić niebezpieczną konkurencję dla przemysłu europejskiego. Posiadanie kolonii było jednak kwestią prestiżu państw. Im większym imperium dysponowało państwo, tym większym cieszyło się uznaniem na arenie międzynarodowej. Toteż wielokrotnie państwa europejskie decydowały się na podboje bez względu na koszty.

## Ważniejsze kolonie

### Wielka Brytania
- główne kolonie brytyjskie w XIX w.: Beczuana, Rodezja, Brytyjska Afryka Wschodnia, Sudan Anglo-Egipski, Egipt, Nigeria, Złote Wybrzeże, Sierra Leone, Gujana Brytyjska
- dominia brytyjskie: Australia, Nowa Zelandia, Południowa Afryka, Indie, Kanada

### Francja
- główne kolonie francuskie w XIX w.: Algieria, Francuska Afryka Zachodnia, Francuska Afryka Równikowa, Madagaskar, Gujana Francuska, Indochiny

### Holandia
- kolonie holenderskie w XIX w.: Holenderskie Indie Wschodnie, Gujana Holenderska

### Włochy
- kolonie włoskie w XX w.: Libia (Trypolitania, Cyrenajka i Fezzan), Włoska Afryka Wschodnia, Erytrea, Etiopia, Somali Włoskie

### Portugalia
- kolonie portugalskie w XIX w.: Angola, Mozambik, Gwinea Bissau, Kabinda, Timor Wschodni, Brazylia (do 1822), Makau (do 20 grudnia 1999)

### Niemcy
- kolonie niemieckie w XIX w.: Togo, Kamerun, Niemiecka Afryka Południowo-Zachodnia, Niemiecka Afryka Wschodnia, Jiaozhou, Nowa Gwinea Niemiecka

### Hiszpania
- kolonie hiszpańskie w XIX w.: Rio de Oro (Afryka Zachodnia), Ameryka Południowa (bez Brazylii), Ameryka Środkowa

### Belgia
- kolonie belgijskie: Kongo Belgijskie

### Japonia
- kolonie japońskie: Korea, Tajwan, Karoliny, Palau, Mariany, Wyspy Marshalla, Mandżukuo (Mandżuria), Sachalin, Kuryle oraz w latach 1937-1945 wschodnie Chiny i cała Azja Południowo-Wschodnia.

### Dania
- posiada Grenlandię i Wyspy Owcze, a posiadała: Islandię i Norwegię.

### USA
- posiadały:
  - Kubę,
  - Filipiny,
  - Strefę Kanału Panamskiego,
  - i Powiernicze Wyspy Pacyfiku.
- posiadają:
  - Samoa Amerykańskie,
  - Baker,
  - Guam,
  - Howland,
  - Jarvis,
  - Johnston,
  - Kingman,
  - Midway,
  - Navassa,
  - Mariany Północne,
  - Palmyra,
  - Portoryko,
  - Wyspy Dziewicze,
  - i Wake.

### Rosja
- kolonie rosyjskie: Alaska Rosyjska